# Асасимо (1943)
«Асасимо» — японский эсминец типа «Югумо».
Название в переводе с японского «Утренний иней».
Заложен на верфи «Фудзинагата», Осака. Спущен 18 июля 1943 года, вошёл в строй 27 ноября 1943 года. Участвовал в сражениях у Марианских островов.

## Служба
27 января 1944 г. командиром эсминца «Асасимо» назначен капитан 2 ранга Й. Сугихара. Сопровождая в период 26 февраля по 8 марта 1944 г. конвой из Йокосуки к Труку, «Асасимо» принял участие в отражении атак «волчьей стаи» американских подводных лодок. В ходе боя он повредил артиллерийским огнём подводную лодку «Rock», участвовал в потоплении другой американской субмарины — «Trout». Оказывал помощь торпедированному войсковому транспорту «Сакито Мару», с которого кораблями охранения конвоя было в общей сложности спасено около 1720 человек.
19-20 июня 1944 г. — сражение в Филиппинском море, в составе Авангарда вице-адмирала Курита. За этим следует участие в битве за Филиппины. 23 октября 1944 г. — бой у острова Палаван, спасение экипажа крейсера «Атаго», сопровождение тяжело поврежденного крейсера «Такао» в Бруней. 31 октября 1944 г. — приход в Манилу для участия в операции ТА — доставке подкреплений в бухту Омрок. 10 ноября 1944 г. «Асасимо» оказался единственным уцелевшим эсминцем из состава конвоя ТА № 3, когда в ходе массированных атак авиации 58-го Оперативного Соединения погиб контр-адмирал Хаякава и были потоплены эсминцы «Хаманами», «Наганами», «Симакадзе» и «Вакацуки».
В период 8-12 декабря 1944 г. — конвойные операции ТА № 4 и ТА № 3. 24-27.12.1944 г. — участие в последней операции в Филиппинских водах: обстрел американского плацдарма в Сан-Хосе, оказание помощи и спасение 167 уцелевших с «Кияосимо». Однако выход к Окинаве (в последнем походе «Yamato») стал последним для капитана 2 ранга Сугихара и его корабля. 7 апреля 1945 года «Асасимо», отставший от сопровождения из-за аварии, был атакован самолетами с авианосцев 58-го Оперативного соединения (TF58). Оставшийся в одиночестве эсминец погиб со всем экипажем в 150 милях к юго-западу от Нагасаки, в точке 31°00′ с. ш. 128°00′ в. д..